# Planay (Savoie)
Pour les articles homonymes, voir Planay.
Planay est une commune française de montagne située dans le département de la Savoie, en région Auvergne-Rhône-Alpes.
La commune est située dans le parc national de la Vanoise, dans le massif des Alpes.

## Géographie
Située à l'est de Moûtiers, en amont du Doron de Bozel, la commune de Planay s'étend de part et d'autre du cours du Doron de Pralognan, depuis le Villard jusqu'au pont de Pierra Crêpa. Le territoire de la commune se caractérise par sa forte amplitude altitudinale, de 870 m à l'entrée de la commune au droit du doron de Bozel à 3 398 m au sommet du Grand Bec. Située à la confluence des dorons de Champagny et de Pralognan, la vallée du Planay est le point de départ du doron de Bozel, qui sillonne jusqu'à sa confluence avec l'Isère, la vallée du doron de Pralognan s'élève rapidement jusqu'au sommet de la Vanoise.
Pralognan et le Planay ont formé pendant longtemps une seule et même entité et ce n'est qu'en 1893 que deux communes distinctes ont vu le jour. En effet, ces deux villages ayant pris des orientations politiques différentes (Pralognan vers le tourisme et le Planay vers l'industrie), ces derniers ont décidé de se séparer. De ce fait, c'est en date du 21 janvier 1893 que la partition des deux communes est décidée. Cette même année voit le partage des biens immobiliers entre les deux communes au prorata du nombre de feux (foyers). Après recensement ces derniers se sont révélés équivalents. De cette scission le Planay a conservé des terres sur les étendues suivantes sur la commune de Pralognan : le cirque du grand Marchet, la Valette, les Nants, les Planes et le Plan d'amont. De plus, en acte du 4 mai 1900, la commune du Planay est devenue propriétaire de diverses parcelles sur les terrains et montagnes suivants : une montagne à gruyères dite Ritord, les fonds de Ritord, Frétarbé, les Planettes, la Bruche, Rosoire, La Grande Riondaz, la Petite Riondaz, la Rubetière. Le Planay dispose donc de au total de 1 662 hectares sur la commune de Pralognan.
La commune du Planay comprend quatre villages tous de formes et de conceptions différentes les uns des autres :
- le Villard altitude 860 m : situé au confluent du Doron de Champagny et du Doron de Pralognan, le Villard est un site étroit coincé entre la dent du Villard et la « Tour du Merle ». Il a abrité pendant près d'un siècle l'usine (de 1898 à 1984). La disparition de l'usine Péchiney a laissé place à une zone de constructions artisanales et d'habitations. Le village ancien du Villard bien groupé, se trouve relégué au second plan, scindé en deux de part et d'autre du Doron de Champagny.
- le Planay (Chef-lieu) altitude 1 151 m : construit de part et d'autre du C. D. 915 qui mène à Pralognan-la-Vanoise. L'histoire de ce village mériterait un regard approfondi plus qu'il n'est aujourd'hui.
- le Chambéranger altitude 1 200 m : village très groupé classé en Zone de Protection du Patrimoine Architectural et Urbain par arrêté préfectoral du 20 novembre 2000. Perché sur son éperon rocheux, ce village aux ruelles abruptes faites de pierre debout, parcourues de maisons accrochées à la pente a conservé toute son authenticité.
- la Novaz altitude 1 100 m : ce village ne conserve aucune habitation permanente, c'est le dernier village que l'on rencontre en quittant la commune pour se rendre à Pralognan-la-Vanoise. Ce village qui est bâti à l'ubac bénéficie d'une durée d'ensoleillement relativement courte, aujourd'hui, il est principalement occupé l'été.

Planay est entouré par les communes de Bozel, La Perrière, Champagny-en-Vanoise, Pralognan-la-Vanoise et Saint-Bon-Tarentaise. La grande ville la plus proche, Albertville, est distante d'environ 37 kilomètres.
Hydrographie : la commune reçoit principalement les ruisseaux de la Vuzelle, du Gorret, et de Ballandaz.
Le climat est subarctique avec des étés courts et frais.

### Communes limitrophes
| Bozel      |        | Champagny-en-Vanoise |
|            | Planay |                      |
| Courchevel |        | Pralognan-la-Vanoise |

## Urbanisme

### Typologie
Au 1er janvier 2024, Planay est catégorisée commune rurale à habitat dispersé, selon la nouvelle grille communale de densité à sept niveaux définie par l'Insee en 2022.
Elle est située hors unité urbaine et hors attraction des villes,.

### Occupation des sols
L'occupation des sols de la commune, telle qu'elle ressort de la base de données européenne d’occupation biophysique des sols Corine Land Cover (CLC), est marquée par l'importance des forêts et milieux semi-naturels (94,2 % en 2018), une proportion sensiblement équivalente à celle de 1990 (93,8 %). La répartition détaillée en 2018 est la suivante : 
forêts (46,8 %), espaces ouverts, sans ou avec peu de végétation (28,9 %), milieux à végétation arbustive et/ou herbacée (18,4 %), zones agricoles hétérogènes (4,8 %), zones urbanisées (1,1 %).
L'IGN met par ailleurs à disposition un outil en ligne permettant de comparer l’évolution dans le temps de l’occupation des sols de la commune (ou de territoires à des échelles différentes). Plusieurs époques sont accessibles sous forme de cartes ou photos aériennes : la carte de Cassini (XVIIIe siècle), la carte d'état-major (1820-1866) et la période actuelle (1950 à aujourd'hui).

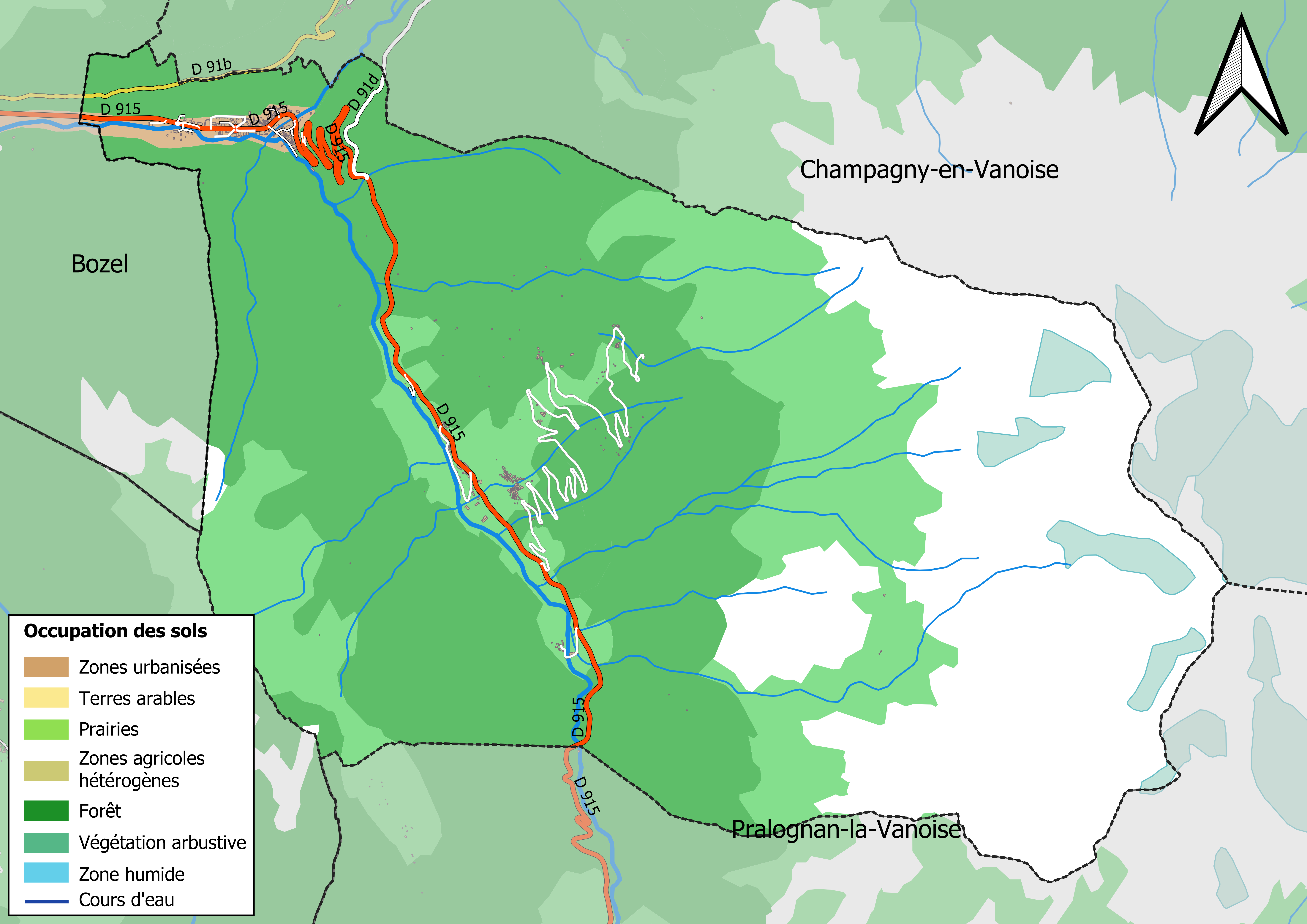
Carte des infrastructures et de l'occupation des sols en 2018 (CLC) de la commune.
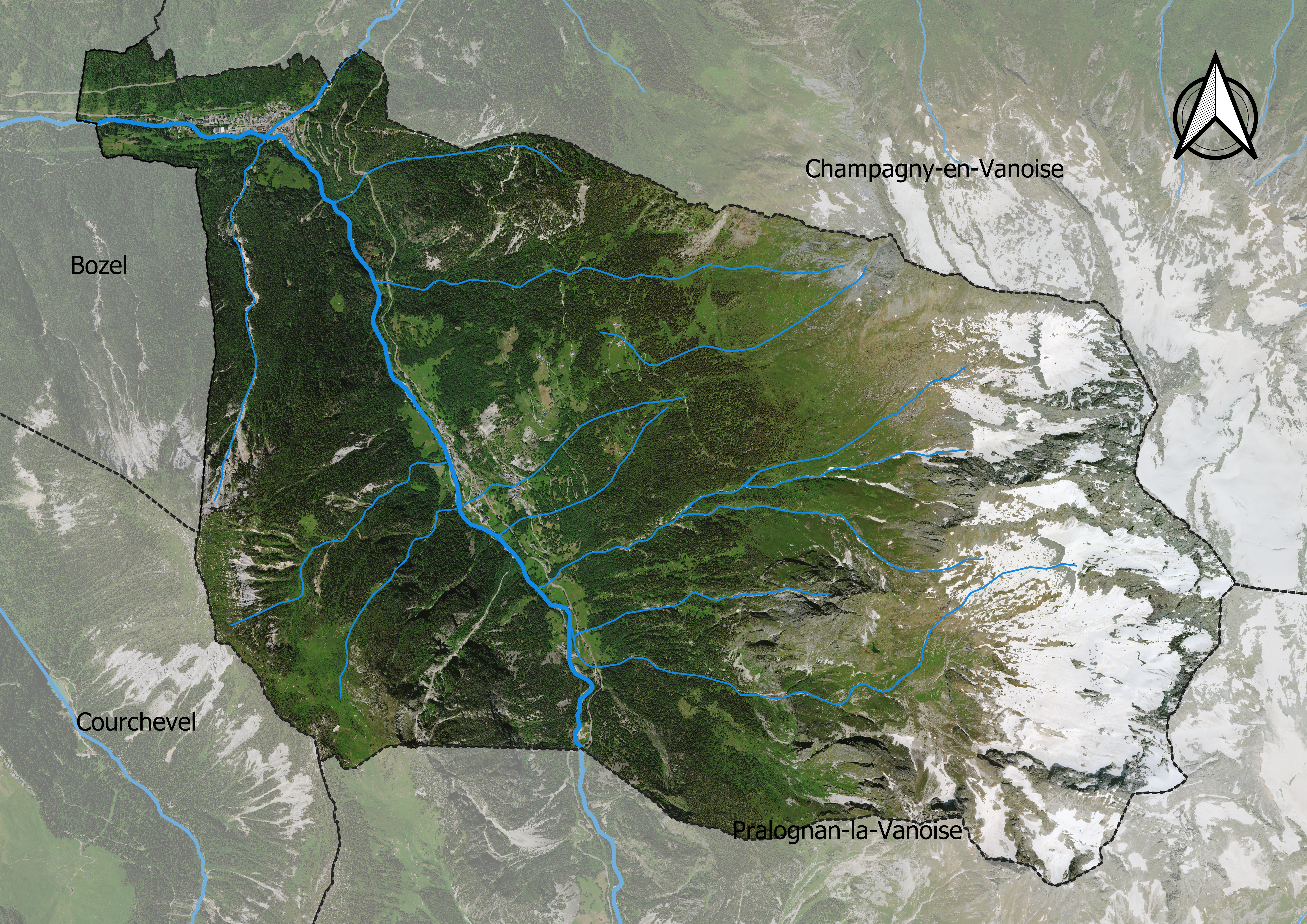
Carte orthophotogrammétrique de la commune.

## Toponymie
Selon Adolphe Gros, Planay est une mauvaise graphie de Planet. Ce dernier désigne un lieu où il y a beaucoup de platanes. Il précise qu'« en Savoie, le mot platane est contracté, de bonne heure en plâne, patois plâno, mot qui désigne le faux platane ou érable -plane ».
En francoprovençal, le nom de la commune s'écrit L Plané, selon la graphie de Conflans.

## Histoire
Le Planay est à l'origine un hameau de la Pralognan. Il est érigé en paroisse en 1633. Il devient une commune en 1893.

### Époque industrielle
Le sort de l'usine du Villard sur la commune de Planay pourrait être considéré comme un cas d'école pour illustrer une stratégie en retraite dans l'histoire des industries de la houille blanche.
En 1898, la Compagnie générale d'électrochimie de Bozel décide d'implanter une usine sur le territoire de cette commune à 860 mètres d'altitude et à 17 km de la gare de chemin de fer de Moûtiers, la plus proche. Mais on ne perdait pas espoir d'un prochain raccordement au réseau. En fait, la vallée du doron de Bozel ne sera jamais desservie que par un électrobus (nom local) dont les principaux usagers devaient être les curistes de la station thermale de Brides-les-Bains. Ce handicap pour une industrie lourde  tributaire de moyens de transports de masse n'est cependant pas apparu rédhibitoire car il semblait compensé par la disponibilité sur place d'une énergie électrique gratuite  grâce à l'équipement de deux centrales hydroélectriques, toujours en service aujourd'hui, sur ce site de confluence. Celle de Ballandaz, sur le doron de Pralognan, fonctionne  sous une haute chute de 230 mètres avec un débit de 2,5 m3/s, une puissance installée de 4,5 MW et un productible de 24 GW. Celle de Champagny sur le doron homonyme fonctionne  sous une chute de 554 mètres avec un débit de 3 m3/s, une puissance installée de 13 MW et un productible de 50 GWh. Tout aussi décisive a été la possibilité d'extraire des mines et carrières locales les matières premières nécessaires à l'alimentation des fours.
L'usine  a bien sacrifié à la mode du carbure de calcium mais elle était destinée plus particulièrement à la production du ferrosilicium. On s'approvisionnerait en quartzite, cet oxyde de silicium, à la carrière de Champ-Béranger, sur le territoire même de la commune ; le carbone réducteur serait extrait des mines d'anthracite de Tincave, sur la commune de Bozel, et de Montagny. Seules les ferrailles devraient être acheminées de  l'extérieur et on y employa de longues théories de chevaux. Ce ferrosilicium était vendu aux aciéristes pour la production d'alliages c'est-à-dire d'aciers auxquels l'incorporation d'un pourcentage significatif de silicium confère des qualités appréciées pour des usages spécifiques. À partir de 1925, la fusion avec une société normande donna naissance à Bozel-Maletra. Sans doute la contrainte des approvisionnements en ferrailles a-t-elle joué un rôle déterminant dans la décision de créer un deuxième établissement au lieu-dit Château-Feuillet, sur la commune de Petit-Cœur, en basse Tarentaise, en bordure de la voie ferrée et d'y transférer la production de ferrosilicium en 1928.
Désormais l'usine du Villard pourrait se consacrer entièrement à celle qui était dès l'origine sa deuxième spécialité : le silico-calcium obtenu dans le même type de fours. La fourniture locale en  calcaire ne faisant pas problème, on se trouvait libéré des lourdes importations de ferrailles. Si le silicium reste toujours l'élément utile grâce à cette cuisine qui l'associe au calcium, les aciéristes l'utilisent non plus comme élément d'alliage mais comme agent d'affinage : le silicium n'est plus du tout incorporé à l'acier mais, mêlé à lui dans le convertisseur, il va lui conférer une pureté totale en éliminant les risques d'une ré-oxydation de l'acier pendant l'opération ; il formera lui-même avec le calcium un laitier évacué sur un crassier. Cette vocation a été parfaitement assumée et l'usine du Villard devait prospérer au point d'employer 500 personnes en 1939 tandis que la population de la commune passait de 508 habitants en 1901 à 845 en 1945.
On assiste pendant les Trente Glorieuses à la répétition du même scénario que celui observé entre les deux Guerres mondiales. Le prodigieux essor de la sidérurgie mondiale induit une demande de forts tonnages de silicocalcium et l'usine du Villard ne peut se développer pour la satisfaire. Le silicocalcium est donc, à son tour, transféré à Château-Feuillet. Le problème est alors d'imaginer sur les bords du doron une nouvelle vocation : ce sera celle des alliages ternaires. Rien de trop compliqué cette fois à comprendre. Prenons l'exemple, parmi d'autres, du silico-calcium-zirconium. Introduit dans le convertisseur, il va jouer pour les aciers à la fois le rôle d'affinage que nous lui connaissons déjà et celui d'alliage en zirconium. Il s'agit, cette fois, d'un marché de niche, satisfaisant des commandes ponctuelles, en quantité limitée : à quoi peuvent faire face les petits fours d'une petite usine. Moyennant quoi, cahincaha, l'effectif se maintient encore à 204 en 1974.
Le miracle ne se renouvellera pas en basse conjoncture et, sans plus de chance de surmonter le handicap de l'enclavement, l'usine du Villard, intégrée depuis 1957 au groupe Nobel-Bozel, fermera ses portes en 1984. Mais à cette date, la recherche d'un nouvel emploi ne fera plus problème. Il suffit de lever les yeux depuis le site de l'usine pour apercevoir les champs de neige de Courchevel. Après le temps des ouvriers-paysans est venu celui des moniteurs de ski.

### Préservation du patrimoine
Dans les années 1980 et 1990, la commune du Planay adopte une orientation de développement en rupture avec le modèle touristique dominant en Tarentaise, fondé sur l’aménagement de domaines skiables. Située à 1 200 mètres d’altitude, à l’écart des grands axes menant à Pralognan-la-Vanoise ou Courchevel, Le Planay n’a pas connu l’essor du ski alpin, en partie en raison de la présence de nombreux couloirs d’avalanches. Ce qui avait été initialement perçu comme un handicap devient progressivement une exception revendiquée.
Élu en 1983, le maire Christian Gros met en œuvre une politique de préservation du patrimoine rural, du bâti ancien et des paysages. Refusant le développement de remontées mécaniques, il affirme :
« Tant que je serai maire, il n’y aura jamais de remontées mécaniques sur nos pentes et plaide pour une ère touristique nouvelle […] qui repose sur la mise en valeur de l’ensemble de notre patrimoine ».

Après avoir rejeté un classement patrimonial jugé trop rigide, la commune adopte une zone de protection du patrimoine architectural, urbain et paysager (ZPPAUP), qu’il décrit comme
« un plan d’occupation des sols vu à la loupe ».
La ZPPAUP impose des règles précises concernant les enduits, les couleurs, les formes des balcons ou des clôtures, ainsi que l’aspect des constructions et des paysages. Tous les travaux de transformation, démolition ou déboisement sont soumis à autorisation. Ce dispositif, encore peu utilisé en Savoie à l’époque, donne accès à des subventions de l’État, de la région et du département, ainsi qu’à des prêts préférentiels.

Le hameau de Chambéranger, dont les origines remontent au XIIIe siècle, devient le principal chantier de restauration. Resté intact au fil des siècles, sans élargissement de ses ruelles ni destruction par catastrophe naturelle, il est restauré en concertation avec la population locale.
« Chambéranger n’a subi aucune destruction au cours de sa longue histoire, ni aucun élargissement de ses rues et ruelles. Tout ici est resté intact », souligne Christian Gros.
L’architecte Daniel Gaulmes, chargé de l’accompagnement du projet, insiste sur la valeur du « petit patrimoine non protégé », souvent négligé dans les dispositifs de sauvegarde. Pour lui,
« Depuis des siècles, notre village est resté dans son jus. »
Un espace de mémoire de l’histoire industrielle est par ailleurs prévu dans le hameau du Villard, à 860 mètres d’altitude, afin d’évoquer l’activité électrochimique et électrométallurgique qui a marqué la commune à partir de la fin du XIXe siècle.

Enfin, la démarche de protection ne se limite pas à l’architecture :
« La protection du patrimoine rural doit aller au-delà de l’architecture », déclare Christian Gros, qui insiste sur l’importance des « savoir-faire, des productions, des espèces végétales et, avec eux, des paysages ». Il annonce notamment le projet de relancer la fabrication de tuiles de bois et la production de tommes de chèvre , en lien avec les traditions locales.

## Politique et administration
| Période                                  | Période   | Identité         | Étiquette  | Qualité                                 |
| ---------------------------------------- | --------- | ---------------- | ---------- | --------------------------------------- |
| Les données manquantes sont à compléter. |           |                  |            |                                         |
| Avant 1971                               | mars 1977 | Camille Blanc    | Socialiste | Contre maître à l’usine hydroélectrique |
| mars 1977                                | mars 1983 | Pierre Benoit    | ...        | ...                                     |
| Mars 1983                                | Mars 2008 | Christian Gros   | ...        | ...                                     |
| mars 2008                                | En cours  | Jean-René Benoit | ...        | Cadre de la fonction publique           |

## Population et société

### Démographie
L'évolution du nombre d'habitants est connue à travers les recensements de la population effectués dans la commune depuis 1896. Pour les communes de moins de 10 000 habitants, une enquête de recensement portant sur toute la population est réalisée tous les cinq ans, les populations de référence des années intermédiaires étant quant à elles estimées par interpolation ou extrapolation. Pour la commune, le premier recensement exhaustif entrant dans le cadre du nouveau dispositif a été réalisé en 2006.

En 2022, la commune comptait 441 habitants, en évolution de +5,25 % par rapport à 2016 (Savoie : +3,63 %, France hors Mayotte : +2,11 %).
| 1896 | 1901 | 1906 | 1911 | 1921 | 1926 | 1931 | 1936 | 1946 |
| ---- | ---- | ---- | ---- | ---- | ---- | ---- | ---- | ---- |
| 509  | 508  | 587  | 526  | 604  | 643  | 711  | 750  | 845  |

| 1954 | 1962 | 1968 | 1975 | 1982 | 1990 | 1999 | 2006 | 2011 |
| ---- | ---- | ---- | ---- | ---- | ---- | ---- | ---- | ---- |
| 796  | 627  | 564  | 526  | 364  | 347  | 412  | 428  | 401  |

| 2016 | 2021 | 2022 | - | - | - | - | - | - |
| ---- | ---- | ---- | - | - | - | - | - | - |
| 419  | 441  | 441  | - | - | - | - | - | - |

### Sports
À proximité de la commune, on peut trouver les activités suivantes :
- la station de ski de Pralognan-la-Vanoise, à 7 km ;
- la station de ski de Champagny-en-Vanoise (relié au domain Paradiski), à 5,4 km ;
- les stations des Trois Vallées, à 11,8 km ;
- la via ferrata Plan du Bouc, à Champagny-en-Vanoise, à 4,4 km. Elle est d'un niveau difficile ;
- la cascade de la Fraîche, à Pralognan-la-Vanoise, à 4,9 km. Elle est d'un niveau extrêmement difficile ;
- la via ferrata Croix du Verdons, à Saint-Bon-Tarentaise, à 5 km. Elle est d'un niveau difficile ;
- Le lac de Rossière, à Saint-Bon-Tarentaise, à 5 km.

### Économie
Le territoire appartient à la zone de production des AOC gruyère et beaufort.

## Culture locale et patrimoine

### Lieux et monuments
- Chapelle et cimetière du Moyen-âge, à St. Grat (chef-lieu)
- Maison forte (vestiges) à La Novaz[18]
- Église Notre-Dame-de-l'Assomption et Saint-Grat (chef-lieu), bâtie en 1972 en remplacement de l'ancienne église construite en 1628 et consacrée le 23 octobre 1633.
- Chapelle Notre-Dame-des-Neiges à La Novaz.
- Ancienne mines de l’époque contemporaine, Le Doron.
- Chapelle à St. Barthélémy, Chambéranger.

On compte à proximité la forêt de la Dent, la dent du Villard, la pointe de la Vuzelle, la pointe de la Vazelle, la crête du Mont Charvet, le mont Chevrier et la Forêt Noire. La cascade La Vuzelle a été classée au patrimoine national en novembre 1935.

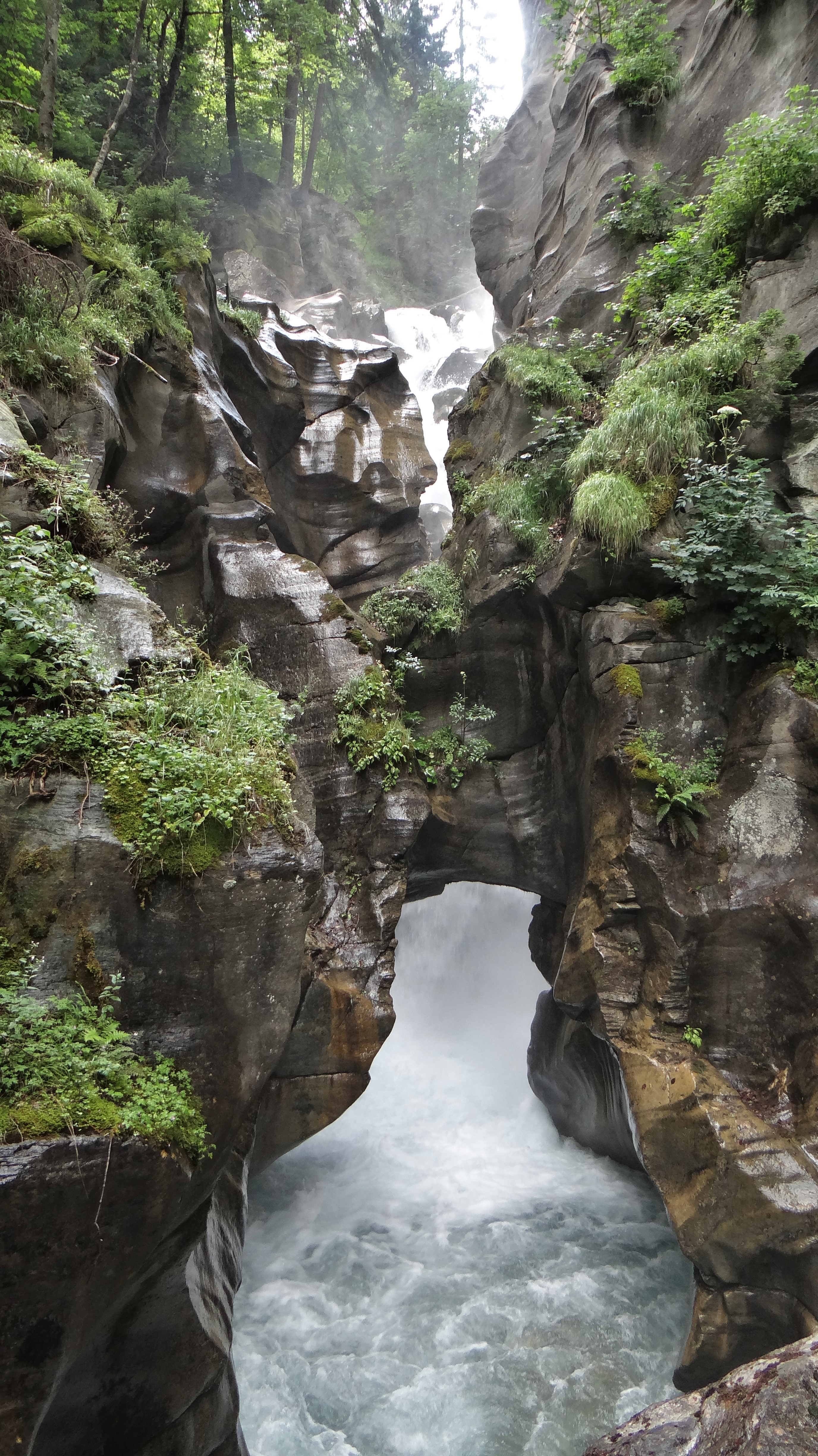
Arche dans les gorges de Ballandaz
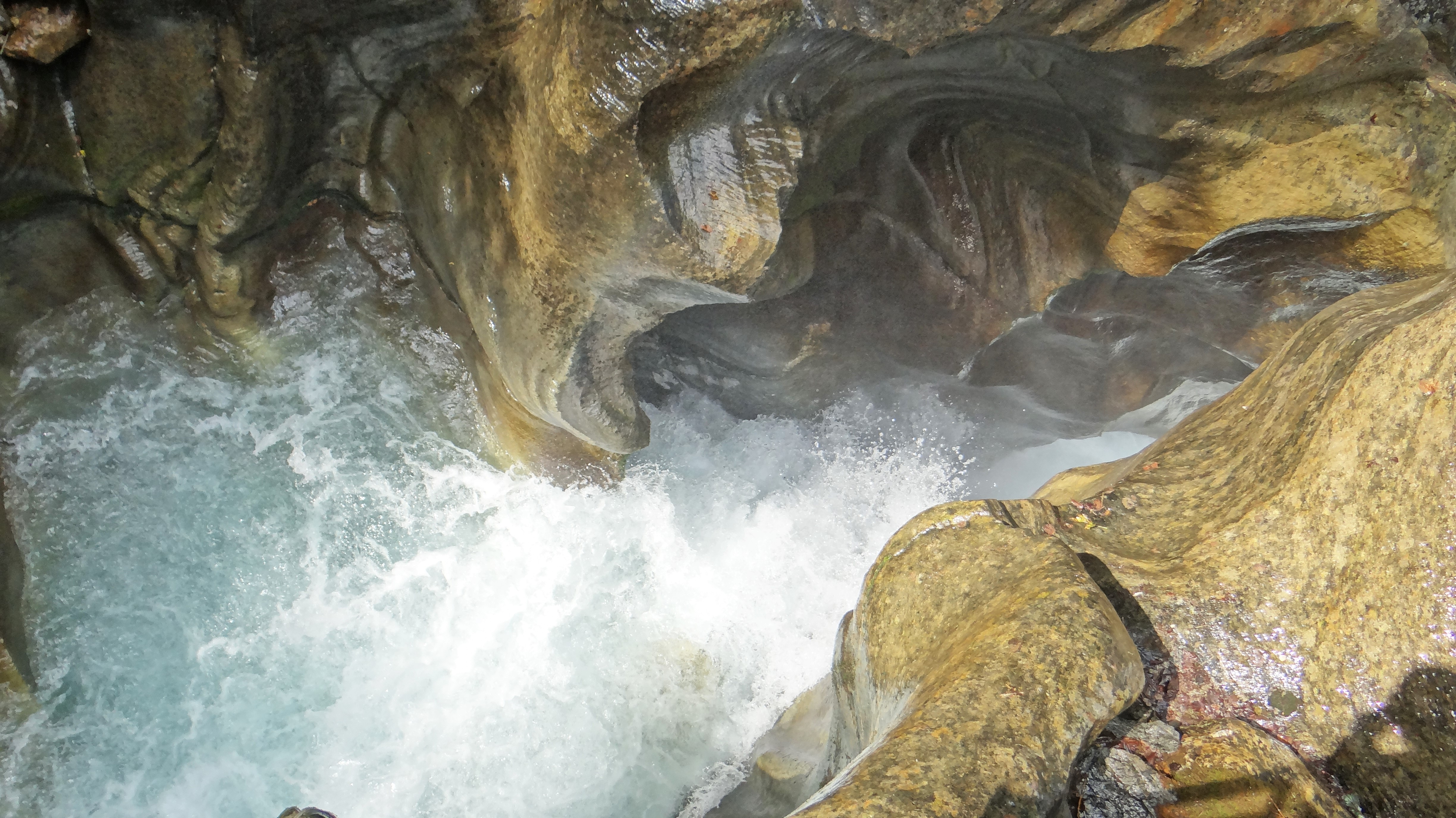
Marmitte de géant dans les gorges de Ballandaz

Près de la commune, on trouve également :
- Gorges de Ballandaz accessibles depuis le village du Villard, avec belvédère aménagé, où coule le Doron de Pralognan.

### Musée
- La galerie Hydraulica au Villard est un centre d'interprétation de culture scientifique et industrielle mettant en valeur l'histoire de l'industrialisation en Tarentaise. Le rôle de l'hydroélectricité et ses applications industrielles y sont mis en valeur à travers une scénographie muséale et des maquettes interactives.
- Anciennement appelé « Garage de l'Électrobus », l'espace muséal faisait référence à l'ancien usage du bâtiment, qui abritait le électrobus venant de Moûtiers[20].